# حادثه ۱۹۴۲ قصر عابدین

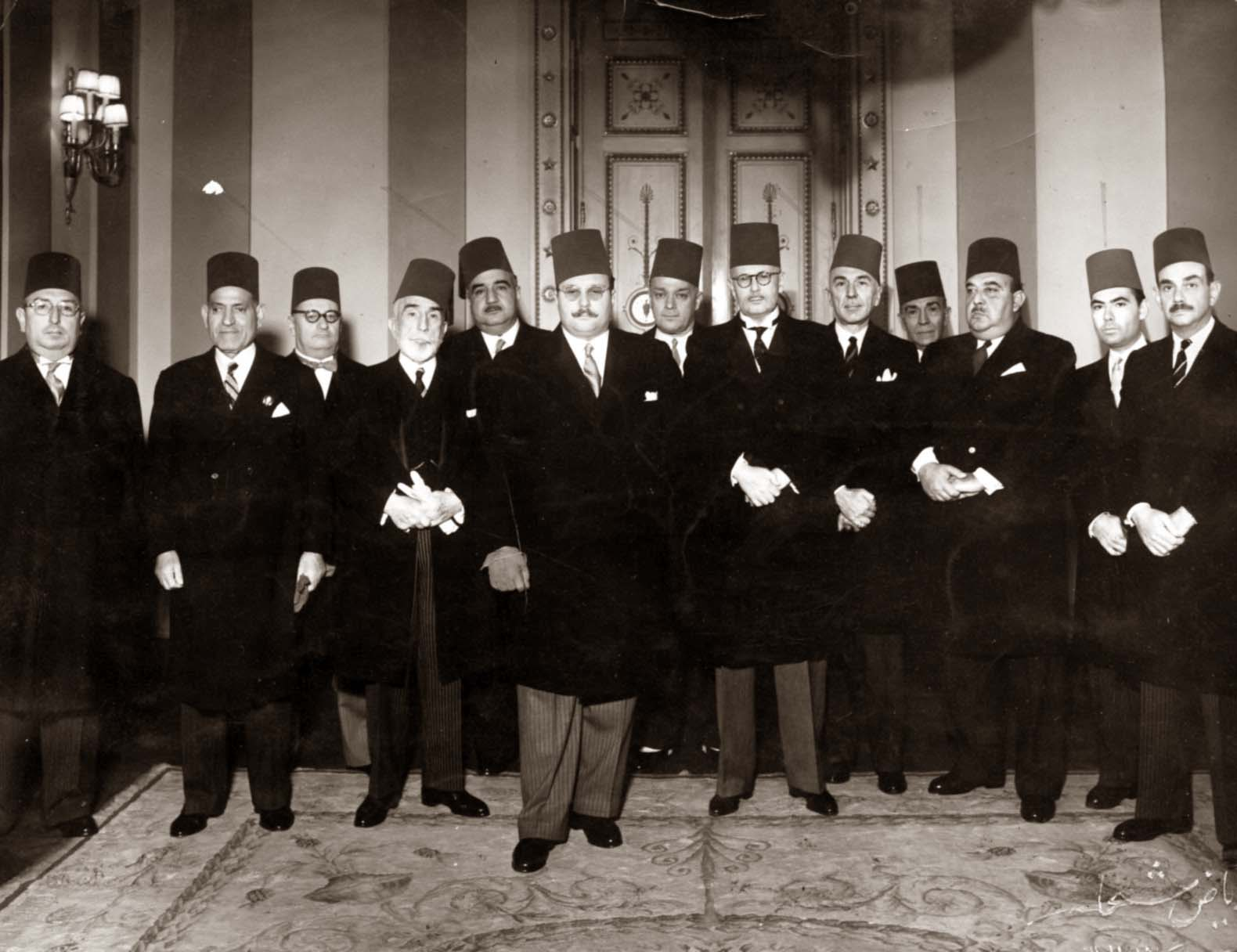
شاه فاروق با هیئت وزیران جدید

حادثه ۱۹۴۲ قصر عابدین، در ۴ فوریه سال ۱۹۴۲ نیروهای انگلیسی کاخ عابدین را محاصره کردند و سفیر بریتانیا در قاهره، مایلز لامپسون به پادشاه مصر، فاروق فرمان داد که یا از سلطنت کناره بگیرد یا رهبر حزب وفد، مصطفی النحاس را به نخست‌وزی بگمارد. فاروق نیز درخواست بریتانیا را پذیرفت.